# Furikake
Furikake (振り掛け / ふりかけ) là gia vị Nhât Bản  được rắc lên trên cơm, rau củ và cá. Nó thường là hỗn hợp cá khô, vừng, rong biển đã thái, đường, muối, và mononatri glutamat.Các nguyên liệu khác như katsuobushi (đôi khi  hiển thị trên bao bì là bonito), hay okaka (vảy cá ngừ bonito đã làm ẩm với xì dầu và làm khô lại),vụn cá hồi khô đông lạnh, lá tía tô, trứng, bột miso, rau củ, v.v., thường được thêm vào hỗn hợp.  Một loại gia vị rắc cơm khác giống furikake là mazekomi.  Hơn là được rắc lên trên, gia vị mazekomi khô được trộn kĩ vào cơm nóng phục hồi lại các nguyên liệu của nó, thứ mà giống với furikake.
Furikake thường có màu sắc rực rỡ và dễ bong. Nó có thể có một chút hương vị cá hoặc hải sản và đôi khi cay. Nó có thể được sử dụng trong nấu ăn Nhật Bản để ngâm thức ăn và cho cơm nắm (onigiri). Kể từ năm 2003, furikake ngày càng trở nên phổ biến ở Mỹ (đặc biệt là ở Hawaii và Bờ Tây) như một loại gia vị cho cá nướng hoặc chiên,  salad cá sống  và các món ăn nhẹ như furikake trộn.
Bên ngoài Nhật Bản, furikake có thể được tìm thấy ở hầu hết các cửa hàng tạp hóa châu Á hoặc trong khu của các món ăn dân tộc của một số siêu thị lớn.

## Lịch sử

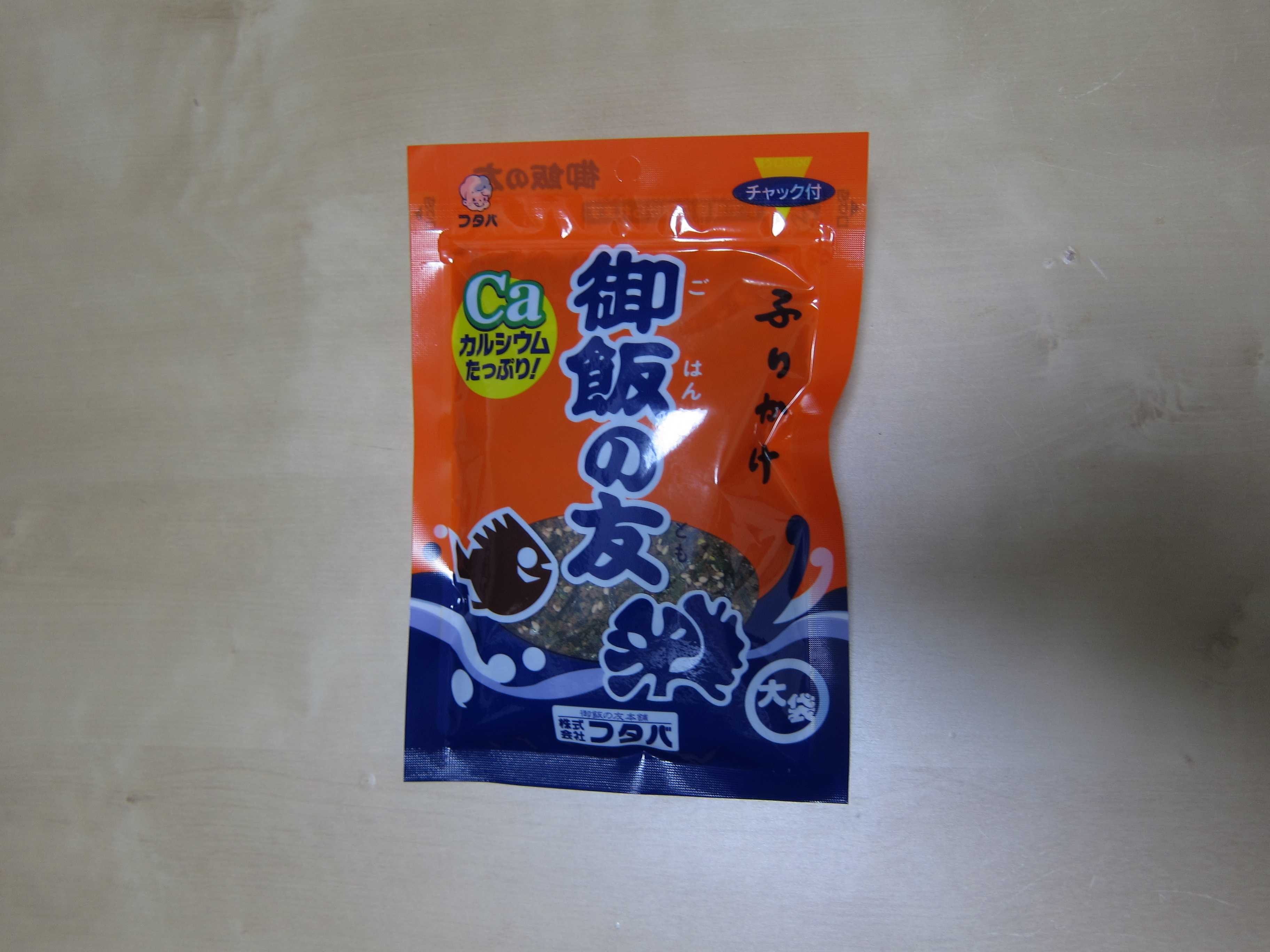
Gohan no Tomo được coi là phiên bản đầu tiên của furikake.

Một chuyện về nguồn gốc của furikake là nó đã được phát triển trong thời kỳ Taishō (1912-1926) bởi một dược sĩ ở tỉnh Kumamoto tên Suekichi Yoshimaru (吉丸末吉)  Để giải quyết vấn đề thiếu hụt calci trong dân số Nhật Bản, Yoshimaru đã phát triển một hỗn hợp xương cá xay với hạt vừng rang, hạt anh túc và rong biển được làm thành bột. Ông gọi sản phẩm này là Gohan no Tomo (ご飯の友 "Người bạn của cơm")  và thường được coi là tiền thân của furikake đương đại. Một công ty thực phẩm ở Kumamato sau đó đã mua sản phẩm này và có thể bán nó trên thị trường.  Ban đầu nó được bán trong một bình chứa giống như bình có cổ hẹp để ngăn hơi ẩm thấm vào sản phẩm.
Nhiều năm sau Gohan no Tomo của Yoshimari, một nhà bán lẻ tạp hóa ở thành phố Fukushima tên là Seiichirō Kai đã phát triển một hỗn hợp bao gồm bánh sừng trắng và bột kombu và các thành phần khác được trộn với nước dùng dựa trên nước tương. Kai gọi sản phẩm của mình là Kore Wa Umai (これは旨い "Món này ngon"); nó đã được phổ biến trên phiên bản của nó. Mặc dù ban đầu Kore Wa Umai được coi là một mặt hàng xa xỉ dành cho những người giàu có có thể tiêu thụ gạo trắng một cách thường xuyên, nhưng sau đó nó đã được tầng lớp lao động Nhật Bản tiếp cận.
Tính khả dụng của furikake tại Nhật Bản đã bắt đầu ngay sau tháng 9 năm 1948 khi Nissin Food bắt đầu sản xuất nó trên quy mô lớn để giải quyết tình trạng suy dinh dưỡng. Sản phẩm đã được thương mại hóa trên cơ sở cung cấp một nguồn protein và calci tốt. Furikake đã được phổ biến rộng rãi vì nó được phân phát cho những người phục vụ trong quân đội Nhật Bản bắt đầu từ Thế chiến thứ nhất.
Thuật ngữ furikake được sử dụng rộng rãi để mô tả sản phẩm bắt đầu từ năm 1959 với sự thành lập của Hiệp hội Furikake Quốc gia. Từ năm 1959, các sản phẩm furikake thường được phân biệt bởi các thành phần đặc biệt của chúng, chẳng hạn như furikake cá hồi và furikake vừng và muối.

## Liên quan
1. ↑  Mazekomi Lưu trữ ngày 8 tháng 7 năm 2020 tại Wayback Machine. Yukino's Japanese Recipes Accessed ngày 1 tháng 6 năm 2020.
2. ↑  Furikake salmon poki. Food Network.com. Truy cập ngày 24 tháng 3 năm 2012.
3. ↑  Furikake party mix recipe. Feeding My Ohana. Truy cập ngày 24 tháng 3 năm 2012.
4. ↑  Ishizaki, Nobuo. "Innovative flavors put furikake back in spotlight". The Japan News. Yomiuri Shimbun. Truy cập ngày 22 tháng 11 năm 2015.
5. 1 2 3 4  "Introducing furikake: making rice even tastier!". The Japan Australia News. Kyodo News. tháng 3 năm 2013. tr. 13. Truy cập ngày 22 tháng 11 năm 2015.
6. ↑  Solt, George (2014). The Untold History of Ramen: How Political Crisis in Japan Spawned a Global Food Craze. Berkeley: University of California Press. tr. 96. ISBN 0520958373.

## Liên kết ngoại
- Japanese cuisine trên DMOZ